# Thomas Kanger
Thomas Kanger, född 1951, är en svensk författare och journalist, frilans sedan 1982. Under 1990-talet var han knuten till TV4:s samhällsprogram Kalla fakta. 
2005 producerade han Stulen barndom för SVT:s Dokument inifrån. Programmet ledde till att regeringen tillsatte utredningen om vanvården av barn- och fosterhemsbarn, vilket i sin tur ledde till en upprättelse-ceremoni med en ursäkt från staten till de drabbade samt till ekonomisk ersättning till över 2 000 offer. Som författare debuterade Kanger 1987, och hans kriminalromaner har översatts till upp till 10 språk. Titlar har nominerats till deckarpriser i Sverige och i Frankrike. 1989 tog han initiativ till och namngav den nybildade organisationen Grävande Journalisters tidskrift Scoop, som började ges ut året efter. 1997 började han vidareutbilda journalister i Palestina, Vietnam och Sri Lanka.  2021 tilldelades han tillsammans med två kolleger Stora journalistpriset som årets berättare för radiodokumentärerna om Vipeholmsanstalten.

### Fackböcker och debattböcker
- Mordet på Olof Palme: utredning på villospår, 1987
- Klara hemekonomin, ill Peppe Engberg, 1990
- Kommunistjägarna: socialdemokraternas politiska spioneri mot svenska folket, 1990 (tillsammans med Jonas Gummesson)
- Pengar, pengar: var dags ekonomi, ill. Erika Eklund, 1993
- Stulen barndom: Vanvården på svenska barnhem, 2014
- Göra TV, helt enkelt: Reportage och nyheter för alla format, 2016

- Idiotanstalten: Reportage om ett brott, 2021

### Kriminalromaner
- Första stenen, 2001
- Sjung som en fågel, 2002
- Den döda vinkeln, 2003
- Söndagsmannen, 2004
- Ockupanterna, 2005
- Gränslandet, 2007
- Drakens år, 2011
- Mannen som kom tillbaka, 2018

## Priser och utmärkelser
- 1990 – Vilhelm Moberg-stipendiet (tillsammans med Jonas Gummesson)
- 1990 – Carnegieinstitutets journalistpris
- 2021 – Röda korsets journalistpris
- 2021 – Stora journalistpriset tillsammans med Randi Mossige-Norheim och Magnus Arvidson för radiodokumentärserien ”Vipeholmsanstalten”.[1]